# New man Co.,Ltd.
New man Co.,Ltd.（ニューマンカンパニーリミテッド）は、女性4人組のアイドルグループ。
デビュー当時の年齢で8歳・11歳・16歳・20歳の4人の女性によるユニットである。「4姉妹ファミリー型ユニット??」というキャッチフレーズで宣伝された。
2003年からテレビ東京系列で放送されたテレビアニメ『おもいっきり科学アドベンチャー そーなんだ!』のオープニング・エンディング曲を担当した。

## メンバー
所属表示は当時レッスンを受けていたスクール名。
- Mayumi（中村真由美（なかむら まゆみ）、1983年2月25日 - ）

茨城県出身、O型、つくばアクターズスタジオ 所属。
- Shinobu（平井忍（ひらい しのぶ）、1987年5月6日 - ）

リトルキャット 所属。
- Mai（水橋舞（みずはし まい）、1992年1月31日 - ）

茨城県出身、B型、つくばアクターズスタジオ 所属。
- Marina（佐藤満里奈（さとう まりな）、1995年5月27日 - ）

茨城県出身、B型、つくばアクターズスタジオ 所属。

## ディスコグラフィー
全てレーベルゲートCD2。

### シングル
1. Birthday Heart（2003年11月19日）　
テレビアニメ『おもいっきり科学アドベンチャー そーなんだ!』オープニング曲。カップリングは同アニメの前期エンディング曲「海と月の光」。
2. 恋のダイヤル6700（2004年2月18日）　
フィンガー5の同名曲のカバー。テレビアニメ『おもいっきり科学アドベンチャー そーなんだ!』後期エンディング曲。カップリングは「エジプシャン レパード」。

### アルバム
1. New man Co.,Ltd Vol.1（2004年3月10日）
上記シングル2枚に収録の曲の他、「人間の鎖」「嘘つきラララ」を収録。